# 中国共产党广东省委员会
中国共产党广东省委员会，简称（中共）广东省委，是中国共产党在广东省的领导机关，由中国共产党广东省代表大会选举产生。在代表大会闭会期间，执行中国共产党中央委员会的指示和中国共产党广东省代表大会的决议，领导广东省的党务工作，并定期向中国共产党中央委员会报告工作。目前，中共中央政治局委员黄坤明兼任该委员会书记，王伟中、孟凡利担任该委员会副书记。

## 沿革
1955年7月1日，中共广东省委成立。前身是中共中央华南分局。
1985年7月12日，广东省委第一书记改称书记，原省委书记改称副书记:48。
自1992年时任广东省委书记谢非在中共十四届一中全会上当选中央政治局委员起，历任广东省委书记都由中共中央政治局委员兼任。

## 历届组成人员

### 历届书记
中共中央华南分局书记
- 方方（1949年4月8日－1949年9月6日）
- 叶剑英（第一，1949年9月6日－1955年5月）
- 张云逸（第二，1949年9月6日－1955年5月）
- 方方（第三，1949年9月6日－1952年7月）
- 陶铸（第四，1951年11月－1953年5月）
- 谭政（第三，1952年7月－1955年5月）
- 方方（第五，1952年7月－1953年5月）
- 陶铸（代理第一，1953年5月－1955年7月）

中共广东省委第一书记
- 陶　铸（1955年07月—1965年02月）
- 赵紫阳（1965年02月—1967年03月）

中共广东省革命委员会党的核心小组组长
- 黄永胜（1968年02月—1969年11月）
- 刘兴元（1969年11月—1970年12月）

中共广东省委第一书记
- 刘兴元（1970年12月—1972年03月）
- 丁　盛（1972年03月—1973年12月）
- 赵紫阳（1974年04月—1975年10月）
- 韦国清（1975年10月—1978年12月）
- 习仲勋（1978年12月—1980年11月）
- 任仲夷（1980年11月—1985年7月）

中共广东省委书记
- 林若（1985年7月 - 1991年1月）
- 谢非（1991年1月 - 1998年5月）
- 李长春（1998年5月 - 2002年12月）
- 张德江（2002年12月 - 2007年12月）
- 汪洋（2007年12月 - 2012年12月）
- 胡春华（2012年12月 - 2017年10月）
- 李希（2017年10月 - 2022年10月）
- 黄坤明（2022年10月 - ）

### 历届省委
第四届省委（1978年4月-1983年2月）
- 第一书记：韦国清（1978年4月 - 1978年12月）、习仲勋（1978年12月 - 1980年11月）、任仲夷（1980年11月 - 1983年2月）
- 第二书记：习仲勋（1978年4月 - 1978年12月）、杨尚昆（1978年12月 - 1980年11月）
- 常务书记：焦林义（1978年4月 - 1979年11月）
- 书记：王首道（1978年4月 - 1978年11月）、刘田夫（1978年4月 - 1983年2月）、李坚真（1978年4月 - 1983年2月）、郭荣昌（1978年4月 - 1983年2月）、王全国（1978年4月 - 1982年10月）、吴南生（1978年4月 - 1983年2月）、龚子荣（1978年12月 - 1982年4月）、王德（1979年2月 - 1983年2月）、尹林平（1979年12月 - 1983年2月）、吴冷西（1980年3月 - 1982年4月）、梁灵光（1980年11月 - 1983年2月）、林若（1982年12月 - 1983年2月）、王宁（1982年12月 - 1983年2月）[2]:153-154

第五届省委（1983年2月-1985年7月取消省委第一书记前）
- 第一书记：任仲夷
- 书记：林若、梁灵光、谢非、吴南生、王宁
- 常委：任仲夷、林若、梁灵光、谢非、吴南生、王宁、彭士禄（至1984年11月）、李建安、叶澄海（至1984年9月）、杨应彬、杜瑞芝、凌伯棠、宋志英、张明远[2]:157

第五届省委（1985年7月取消省委第一书记后-1988年5月）
- 书记：林　若（1985年7月 - 1991年1月）
- 副书记：叶选平、谢非、王宁、郭荣昌
- 常　委：林若、叶选平、谢非、王宁、郭荣昌、宋志英、郑国雄、王宗春、张明远、张巨惠、刘维明、张岳琦、方苞

第六届省委（1988年5月-1993年5月）
- 书记：林若、谢非
- 副书记：叶选平、郭荣昌、张帼英、朱森林
- 常务委员：宋志英、郑国雄、王宗春、张巨惠、方苞、于飞、黄浩、张帼英、傅锐、卢瑞华、高祀仁、黄华华、厉有为、梁广大、温玉柱

第七届省委（1993年5月-1998年5月）
- 书记：谢非
- 副书记：朱森林、张帼英（女）、黄华华
- 常务委员：王宗春、傅锐、卢瑞华、高祀仁、厉有为、梁广大、温玉柱、卢钟鹤、张高丽、欧广源、陈绍基

第八届省委（1998年5月-2002年5月）
- 书记：李长春
- 副书记：卢瑞华、黄华华、高祀仁、张高丽、黄丽满（女）、陈绍基
- 常务委员：王岐山、温玉柱、卢钟鹤、欧广源、于幼军、刘凤仪、王华元、蔡东士

第九届省委（2002年5月-2007年5月）
- 书记：李长春（2002年5月-2002年12月)、张德江（2002年12月-2007年5月）
- 副书记：卢瑞华、黄华华、黄丽满（女）、陈绍基、王华元、欧广源
- 常务委员：于幼军、蔡东士、李统书、刘玉浦、刘国裕、钟阳胜、黄龙云、李鸿忠、梁国聚

第十届省委（2007年5月-2012年5月）
- 书记：张德江（2007年5月-2007年12月）、汪洋（2007年12月-2012年5月）
- 副书记：黄华华（至2011年）、刘玉浦（至2010年）、朱小丹（2011年起）、朱明国（2010年起）
- 常务委员：朱明国（黎族）、黄龙云、李鸿忠（2007年5月-2007年12月）、胡泽君、朱小丹、肖志恒、辛荣国、林雄、梁伟发（新当选）、周镇宏（新当选）

第十一届省委（2012年5月-2017年5月）
- 书记：汪洋（-2012年12月）、胡春华（2012年12月-）
- 副书记：朱小丹（-2017年2月）、朱明国（-2013年11月）、马兴瑞（2013年11月-）、任学锋（2017年2月-）
- 常务委员：汪洋（-2012年12月）、朱小丹（-2017年2月）、朱明国（-2013年11月）、黄先耀（-2017年5月）、王荣（-2015年3月）、李玉妹（女）（-2017年2月）、林雄（-2017年1月）、徐少华（-2017年1月）、林木声（-2016年3月）、庹震（-2015年7月）、万庆良（-2014年6月，因严重违纪被查）、黄善春、李嘉（-2016年3月，因严重违纪被查）、胡春华（2012年12月-）、马兴瑞（2013年11月-）、任学锋（2014年8月-）、林少春（2015年4月-）、慎海雄（2015年8月-2018年2月）、邹铭（2016年3月-）、王伟中（2017年3月-）、施克辉（2017年5月-）

第十二届省委（2017年5月-2022年5月）
- 书记：胡春华（-2017年10月）、李希（2017年10月-）
- 副书记：马兴瑞（-2021年12月）、任学锋（-2018年10月）、王伟中（2018年12月-）、孟凡利（2022年4月-）
- 常务委员：胡春华（-2017年10月）、马兴瑞（-2021年12月）、任学锋（-2018年10月）、王伟中、慎海雄（-2018年2月）、林少春（-2019年3月）、邹铭（-2019年1月）、何忠友（-2019年12月）、施克辉（-2021年1月）、江凌（-2018年7月）、嚴植嬋（女）（-2017年9月）、曾志权（-2018年7月，严重违纪被查）、李希（2017年10月-）、张利明（2018年1月-2021年6月）、傅华（2018年3月-2020年4月）、张硕辅（2018年7月-2021年12月）、叶贞琴（2018年12月-）、黄宁生（2019年1月-）、郑雁雄（2019年1月-2020年7月）、张义珍（女）（2019年2月-2021年11月）、林克庆（2019年12月-）、张福海（2020年5月-）、张虎（2020年6月-）、宋福龙（2021年2月-）、陈建文（2021年3月-）、王守信（2021年6月-）、孟凡利（2022年4月-）

第十三届省委（2022年5月至今）
- 书记：李希（-2022年10月）、黄坤明（2022年10月-）
- 副书记：王伟中、孟凡利
- 常务委员：李希（-2022年10月）、王伟中、孟凡利、林克庆（-2023年6月）、宋福龙（－2024年12月）、张福海（-2022年10月）、陈建文（-2024年10月）、张虎、王曦、袁古洁（女）、张晓强（-2023年7月）、王瑞军（2022年5月-2024年5月）、周河（2022年9月-2023年9月）、黄坤明（2022年10月-）、程福波（2022年12月-2024年4月）、郭永航（2023年6月-）、张弓（2023年9月-）、冯忠华（2024年6月-）、张国智（2024年10月-）、胡劲军（2025年2月 - ）、马森述（2025年6月-）

## 职责
根据《中国共产党地方委员会工作条例》，中国共产党地方委员会主要实行政治、思想和组织领导，承担下列职能：
1. 对本地区重大问题作出决策。
2. 通过法定程序使党组织的主张成为地方性法规、地方政府规章或者其他政令。
3. 加强对本地区宣传思想文化工作的领导，牢牢掌握意识形态工作领导权、话语权。
4. 按照干部管理权限任免和管理干部，向地方国家机关、政协组织、人民团体、国有企事业单位等推荐重要干部。
5. 支持和保证人大、政府、政协、法院、检察院、人民团体等依法依章程独立负责、协调一致地开展工作，发挥这些组织中党组的领导核心作用。
6. 加强对本地区群团工作和统一战线工作的领导。
7. 动员、组织所属党组织和广大党员，团结带领群众实现党的目标任务。

## 机构设置
根据《广东省机构改革方案》，中国共产党广东省委员会设置工作机关14个，工作机关管理的机关（副厅级）2个。中共广东省委设置下列机构：
- 中共广东省委办公厅

### 职能部门
- 中共广东省委组织部
- 中共广东省委宣传部
- 中共广东省委统一战线工作部
- 中共广东省委政法委员会
- 中共广东省委社会工作部

（省委办公厅挂省档案局牌子；省委组织部挂非公有制经济组织和社会组织工作委员会、省公务员局牌子；省委宣传部挂省政府新闻办公室、省新闻出版局（省版权局）、省精神文明建设指导委员会办公室、省电影局牌子；省委统一战线工作部挂省政府侨务办公室牌子）

### 办事机构
- 中共广东省委政策研究室
- 中共广东省委网络安全和信息化委员会办公室
- 中共广东省委外事工作委员会办公室
- 中共广东省委机构编制委员会办公室
- 中共广东省委军民融合发展委员会办公室
- 中共广东省委台湾工作办公室
- 中共广东省委巡视工作领导小组办公室
- 中共广东省委老干部局

（省委全面依法治省委员会办公室设在省司法厅。省委财经委员会办公室设在省委政策研究室。省委审计委员会办公室设在省审计厅。省委教育工作领导小组办公室设在省教育厅。省委农村工作（实施乡村振兴战略）领导小组办公室设在省农业农村厅。省委台湾工作办公室挂省人民政府台湾事务办公室。网络安全和信息化委员会办公室挂省互联网信息办公室牌子。省委外事工作委员会办公室与省人民政府外事办公室合署办公。省委军民融合发展委员会办公室挂省人民防空办公室（省民防办公室）、省国防科学技术工业办公室牌子。）

### 派出机关
- 中共广东省委直属机关工作委员会
- 中共广东省委横琴粤澳深度合作区工作委员会

（省委教育工作委员会与省教育厅合署办公，不计入机构限额。）

### 直属事业单位
- 中共广东省委党校
- 南方报业传媒集团
- 广东社会主义学院
- 中共广东省委党史研究室
- 广东省档案馆

（省委党校挂广东行政学院牌子。广东社会主义学院挂广东中华文化学院牌子。）

### 工作机关管理的机关
- 中共广东省委机要局，由省委办公厅管理。
- 中共广东省委保密委员会办公室，由省委办公厅管理。

（省委保密委员会办公室挂省国家保密局牌子。省委机要局挂省国家密码管理局牌子。）

## 外部連結
- 奧一網網絡問政平台：廣東省委領導料庫